# Мальцевка (река)
Мальцевка — река в России, протекает в Варнавинском и Ветлужском районах Нижегородской области. Устье реки находится в 304 км по левому берегу реки Ветлуги. Длина реки составляет 14 км.
Исток реки в лесном массиве в 22 км к северо-востоку от посёлка Варнавино. Река генерально течёт на запад, впадает в Ветлугу у деревни Елевая Заводь.

## Данные водного реестра
По данным государственного водного реестра России относится к Верхневолжскому бассейновому округу, водохозяйственный участок реки — Ветлуга от города Ветлуга и до устья, речной подбассейн реки — Волга от впадения Оки до Куйбышевского водохранилища (без бассейна Суры). Речной бассейн реки — (Верхняя) Волга до Куйбышевского водохранилища (без бассейна Оки).
По данным геоинформационной системы водохозяйственного районирования территории РФ, подготовленной Федеральным агентством водных ресурсов:
- Код водного объекта в государственном водном реестре — 08010400212110000042697
- Код по гидрологической изученности (ГИ) — 110004269
- Код бассейна — 08.01.04.002
- Номер тома по ГИ — 10
- Выпуск по ГИ — 0